# La casa grande (Álvaro Cepeda Samudio)
La casa grande è il primo e unico romanzo del colombiano Álvaro Cepeda Samudio, pubblicato nel 1962. Nonostante la brevità, è considerato una pietra miliare dell’intera letteratura ispanoamericana oltre che la sua principale opera narrativa. 

Ambientata tra Ciénaga e la Zona Bananera, da un lato la vicenda si concentra sulla strage degli scioperanti della United Fruit Company, avvenuta nel 1928, e dall’altro su una famiglia di proprietari terrieri e sulle dinamiche interne alla loro casa grande. Se il primo nucleo rimane sempre presente e percepibile, ma sullo sfondo, progressivamente prevale quello familiare. 

## Trama
Due figli ribelli lottano contro la tirannia del padre, legato alla United Fruit Company e coinvolto nella strage del 1928, per rompere l’antico odio di classe e di razza su cui si è consolidata la famiglia. Le loro storie personali si intrecciano a quelle dei soldati dell’esercito colombiano chiamati a sedare lo sciopero, dei braccianti in rivolta e dei semplici abitanti di Ciénaga travolti dalla repressione armata. Mentre la casa grande va lentamente in rovina, i due fratelli cresceranno una nuova generazione che metta fine all’intolleranza della famiglia, senza però riuscirci.

L'esposizione della trama è molto più elaborata di quanto possa sembrare in sintesi, e costituisce forse uno dei maggiori punti d'interesse del romanzo. Cepeda Samudio ricorre a prospettive multiple, episodi frammentari e salti cronologici che complicano l'esercizio della lettura e l'interpretazione del testo, tanto affascinante quanto enigmatico.

## Stile
Gabriel García Márquez, amico fraterno di Cepeda Samudio, definiva La casa grande un esperimento coraggioso per la complessità dei contenuti e delle forme. 

Il romanzo di Cepeda Samudio, infatti, si distingue dalla letteratura colombiana coeva soprattutto per lo stile. In primo luogo tutti i personaggi principali mancano del nome proprio e sono indicati come il Padre, il Fratello, la Sorella. Ognuno dei dieci capitoli presenta inoltre delle modalità uniche: dalla commistione di racconto e dialogo al dialogo puro, dal monologo interiore alla parentesi drammaturgica. Anche certe scelte tipografiche, editoriali e di punteggiatura vanno nella direzione di uno sperimentalismo eterogeneo e non privo di stimolanti difficoltà.

## Traduzioni italiane
- La casa grande, a cura di Fabio Rodríguez Amaya, traduzione di Alessandro Secomandi, Roma, Castelvecchi, 2019, pp. 168.